# The Ball
The Ball (La boule) est un jeu vidéo d'action-aventure et de puzzle en vue subjective, développé par Teotl Studios et édité par Tripwire Interactive, sorti sur PC en 2010. Il a été porté sur Ouya en 2013.

## Synopsis
Quelque part au Mexique, Harchier Spebbington, un archéologue travaillant sur les pentes d'un volcan éteint, se retrouve prisonnier dans une grotte. Il se rend vite compte qu'il ne s'agit pas d'une simple grotte. Il trouve alors une ancienne ruine cachée depuis plusieurs siècles et y découvre un mystérieux objet : une énorme sphère de métal et d'or. Au fur et à mesure de sa progression vers la solution du mystère, il perce les secrets de The Ball et apprend à contrôler cet ancien artefact. En s'aventurant au plus profond du volcan, il découvre certains des plus grands secrets de l'humanité et se trouve confronté à des énigmes, des pièges et de nombreuses créatures étranges : les gardiens du mystère, qui doivent être vaincus en utilisant The Ball.

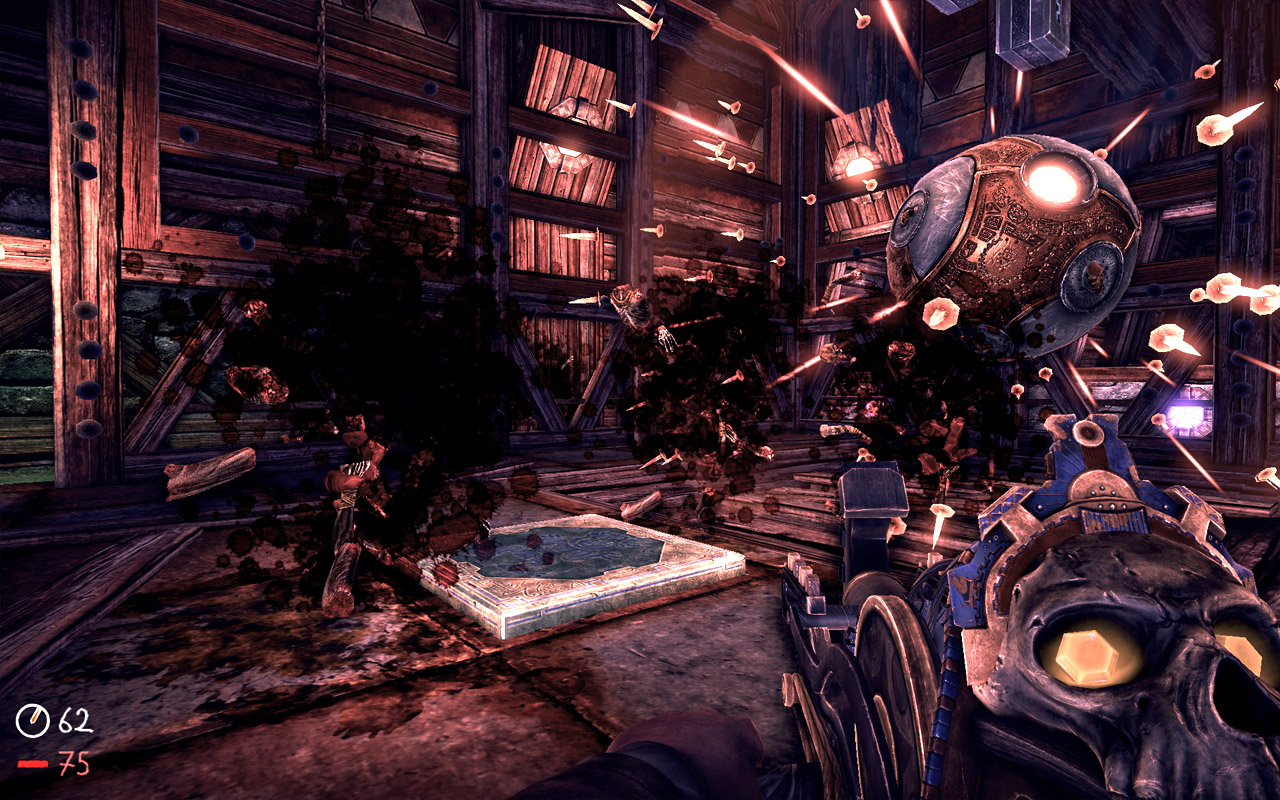
Copie d'écran du jeu.

## Système de jeu
Dans The Ball, le joueur contrôle en vue subjective un archéologue doté d'un artefact permettant d'interagir avec une grosse boule. Cette interaction se résume à attirer ou à repousser de soi la lourde sphère. Le joueur doit absolument emporter la Boule pour progresser dans les différents niveaux du jeu car elle seule permet de tirer des blocs de pierre, écraser des ennemis ou activer des mécanismes. Au fur et à mesure de la progression, la Boule acquiert d'autres fonctions et attributs : plate-forme, bouclier, électrifier, brûler... Les utilisations nombreuses de la Boule s’appuient sur le décor et les différents éléments : la terre, l'air et l'eau. Les énigmes reposent sur une mécanique linéaire : appuyer sur un bouton par soi-même ou par l'intermédiaire de la Boule ou d'un cube.
Bien que le jeu soit principalement basé sur la résolution d'énigmes, le joueur doit faire face à des ennemis, notamment des momies qui chargent et des zombies qui lancent des boules de feu, puis quelques boss à l'issue. Le jeu, qui se joue exclusivement en solo, comprend un mode Campagne composé de huit niveaux à explorer et un mode Survie, centré sur le combat, qui consiste à résister à des vagues de monstres dans différents arènes.

## Développement
The Ball est développé par Teotl Studios, un petit studio indépendant suédois composé de trois membres : Sjoerd De Jong, le chef de projet et le directeur de la création, Markus Palviainen, le directeur artistique, et Markus Arvidsson, le responsable programmation. Autour de ce trio, une quinzaine de travailleurs indépendants interviennent ponctuellement dans le projet, comme Theodore Wohng, le compositeur et le designer sonore, mais également trois programmeurs, cinq concepteurs de niveaux, trois infographistes 3D / 2D, un animateur 3D et un écrivain.
Pour concevoir son jeu, Sjoerd De Jong s'est servi de plusieurs sources d'inspirations : Portal pour sa conception simple et efficace, Unreal Tournament pour son style et son atmosphère, les Tomb Raider pour l'atmosphère mystérieuse et intrigante qui se dégage de leurs décors et, dans l'ensemble, le style des anciens jeux de tir à la première personne qui place le joueur essentiellement dans des châteaux et des donjons sombres. L'élaboration de la musique du jeu s'est révélé complexe, les œuvres musicales aztèques ayant été détruite à la suite de la conquête espagnole. Prenant conscience que les cultures anciennes partageaient certaines universalités, ce qui apparaît nettement dans les peintures rupestres, Theodore Wohng a étudié les similitudes musicales pour servir de base à la composition de la musique, lui conférant un style symbolique et chamanique.
À l'origine, The Ball a commencé son développement en 2008 en tant que mod d'Unreal Tournament 3, puis, à la fin 2009, le jeu est adapté en stand-alone à partir de l'Unreal Development Kit en vue d'une commercialisation, une démo est sortie à cette occasion. The Ball a participé à la seconde édition du concours de mods « 1 000 000 $ Make Something Unreal », remportant plusieurs prix dont celui du meilleur jeu de tir à la première personne et a terminé à la seconde place dans la phase finale pour le grand prix. L'équipe de développement a perçu de ces prix plus de 70 000 $ et du matériel,,,,, et a ensuite obtenu 44 000 $ de subvention du Nordic Game Program. Tripwire Interactive est choisi pour éditer le jeu, notamment pour leur parcours similaire, leurs relations avec Valve et Epic Games ainsi que pour leur base de fans fidèles. The Ball sort sur Steam le 26 octobre 2010, il est alors le premier jeu utilisant l'UDK à être commercialisé, les possesseurs de Killing Floor qui le pré-commandent reçoivent en bonus le protagoniste du jeu comme personnage jouable.

## Accueil
The Ball a reçu des appréciations plutôt mitigées des critiques, les agrégateurs de notes lui attribuent un score de près de 70 %. Bien que le jeu soit reconnu pour la qualité et la simplicité du gameplay, la beauté et la richesse des environnements, il lui est reproché la facilité, le caractère répétitif des niveaux et la pauvreté de l'histoire.
En tant que mod, outre ses multiples récompenses lors du concours « Make Something Unreal », The Ball remporte le prix du meilleur mod solo en 2008 par Mod DB. En tant que jeu commercial, il s'est vu décerner le titre du meilleur jeu d'action et d'aventure de l'année 2010 par de PC Gamer.